# Ngựa hoang núi Pryor

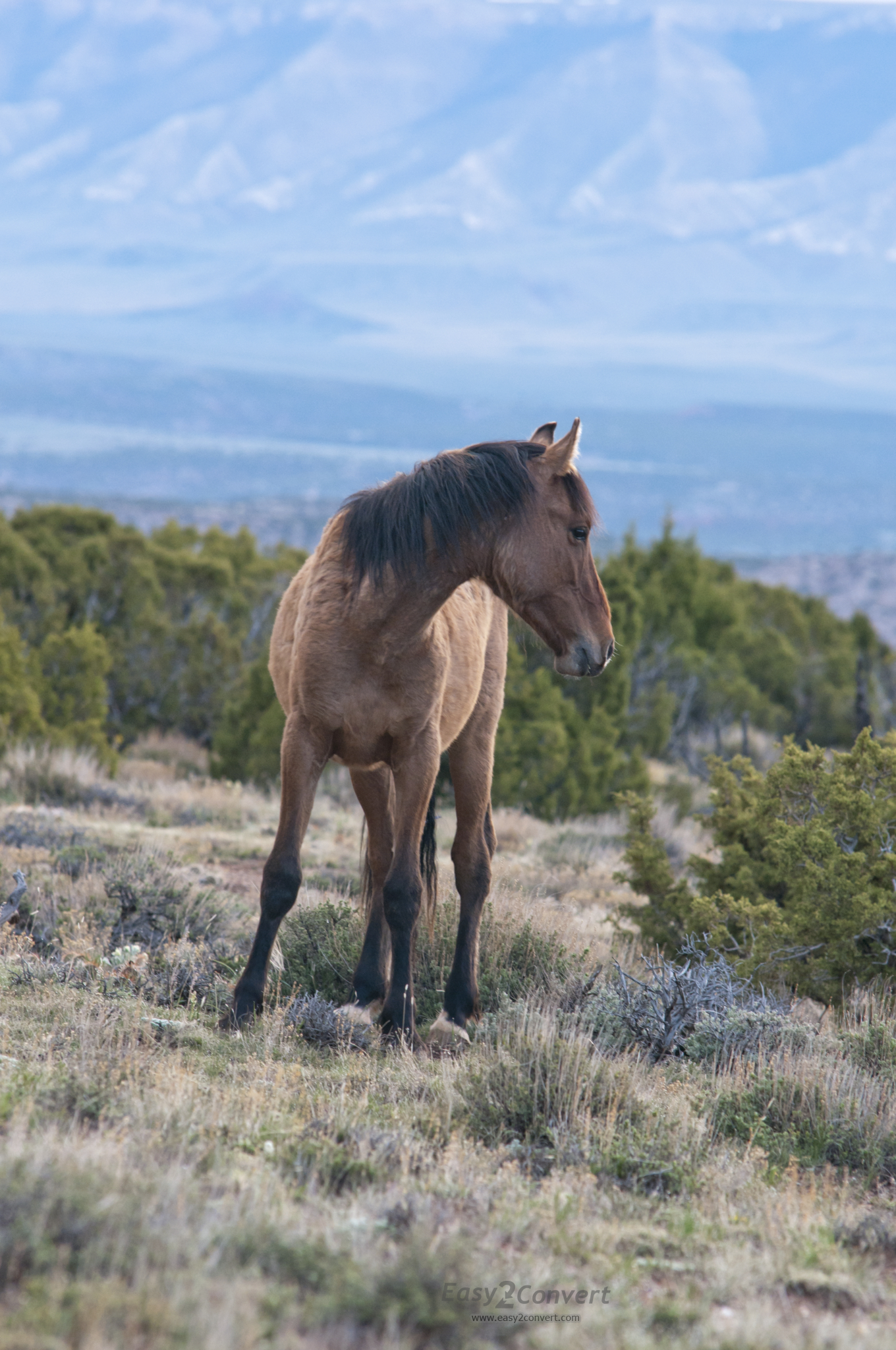
Một con ngựa hoang núi Pryor

Ngựa hoang núi Pryor là một chủng hay dòng (substrain) của giống ngựa hoang Mustang, đây là một dòng ngựa được coi là độc đáo về mặt di truyền và một trong số ít chủng ngựa được xác minh bằng phân tích DNA có nguồn gốc từ ngựa Tây Ban Nha thuộc địa ban đầu được người Tây Ban Nha mang đến châu Mỹ. Chúng sinh sống một cách hoang dã trên dãy núi Pryor của Montana và Wyoming ở Hoa Kỳ và là đàn ngựa hoang Mustang duy nhất còn lại ở Montana và một trong mười sáu đàn ở Wyoming. Các nghiên cứu di truyền đã cho thấy đàn ngựa hoang này có mức độ đa dạng di truyền cao và mức độ cận huyết thấp và Cục quản lý đất đai BLM đã thừa nhận tính độc đáo di truyền của đàn. 

## Bảo tồn
Đàn ngựa hoang này được pháp luật bảo vệ thông qua việc ban hành Đạo luật về ngựa vào năm 1971 (WFRHBA) và được quản lý bởi Cục quản lý đất đai (BLM), tổ chức đã thiết lập số lượng đàn tối ưu ở 120 cá thể ngựa. Đạo luật trao thẩm quyền cho BLM về quản lý đàn ngựa hoang bao gồm các cải tiến đối với phạm vi sinh sống để nhằm mục đích cung cấp cho những con ngựa được tiếp cận với nguồn nước nhiều hơn, cùng với nhiều đợt luân chuyển dẫn đến việc loại bỏ và nhận nuôi hàng trăm con ngựa cho các cá nhân tư nhân đứng ra nuôi dưỡng, bao gồm hơn 50 con ngựa vào năm 2009, và 44 con vào năm 2012 và 17 con ngựa vào năm 2015. Một cuộc tập hợp khác được lên kế hoạch bắt đầu vào tháng 9 năm 2018 với 17 con ngựa được xác định để loại thải Tuy nhiên, kế hoạch đó đã bị hủy bỏ do lo ngại rằng nó sẽ có tác động bất lợi đến tính di truyền đàn.
Những con ngựa hoang được ghi nhận là đã sinh sống trong dãy núi Pryor vào đầu những năm 1700, mặc dù chúng có thể đã có mặt tại nơi đây từ cuối những năm 1600. Đến cuối những năm 1800, hàng ngàn con ngựa hoang dã sinh sống trong khu vực này. Năm 1964, BLM thông báo rằng những con ngựa sẽ bị loại bỏ hoàn toàn nhưng rồi trước sự phẫn nộ của công chúng đã làm trì hoãn kế hoạch này. Cuộc tranh cãi vẫn tiếp tục cho đến năm 1968, khi thẩm quyền của BLM đã bị chặn đứng một cách hợp pháp trong việc loại bỏ tất cả những con ngựa và khu vực này được tuyên bố là sẽ lập một trại ngựa hoang. Sau khi ký Đạo luật WFRHBA năm 1971, BLM đã dành thời gian vào những năm 1980 và 1990 tiến hành nghiên cứu dân số và các chính sách quản lý và áp dụng phát triển.